# Remkersleben

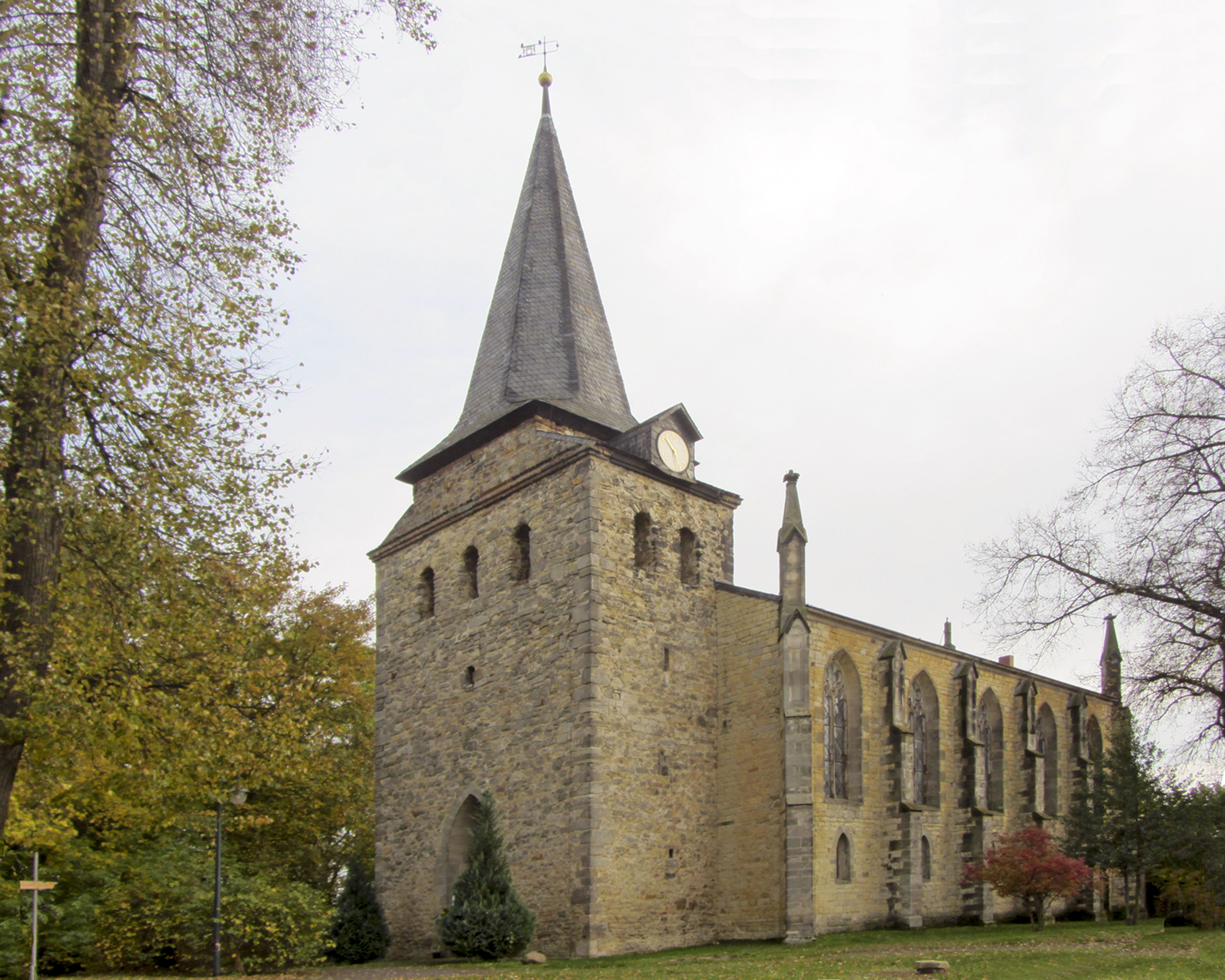
Kirche in Remkersleben

Remkersleben ist ein Ortsteil der Stadt Wanzleben-Börde im Landkreis Börde in Sachsen-Anhalt.

## Geografie
Zur ehemaligen Gemeinde gehörte der Ortsteil Meyendorf.

## Geschichte
Das ursprünglich eigenständige Remkersleben wurde im Jahr 945 erstmals urkundlich erwähnt.
Durch die Eingemeindung von Remkersleben am 1. Juli 2002 nach Klein Wanzleben verlor der Ort seine politische Selbstständigkeit. Am 1. September 2010 wurde das Zuckerdorf Klein Wanzleben zum Ortsteil von Wanzleben-Börde.

## Politik

### Wappen
Das Wappen wurde am 4. Dezember 1998 durch das Regierungspräsidium Magdeburg genehmigt.
Blasonierung: „In Blau über erhöhtem silbernen Schildfuß mit sechsstrahligem blauen Stern eine silberne Waage.“
Der Schutzpatron der Ortskirche ist der Erzengel Michael, welcher deshalb auch im Siegel der Gemeinde geführt wird. Durch sein langes Gewand und die Tatsache, dass zu seinen Attributen neben dem Schwert die Waage gehört, wurde er einige Zeit als Justitia fehlgedeutet. Jedoch belegen die Flügel, dass es sich tatsächlich um den Erzengel handelt. Einige weniger gut gelungene Siegelexemplare begünstigten die Verwechslung. Man stellte ihn häufig vor einem blauen Hintergrund dar. Für das Wappen wurde außer dieser Tinktur sein Attribut, die Waage, gewählt. Der 1928 eingemeindete Ortsteil Meyendorf ist sehr von dem früheren katholischen Kloster geprägt. Eine entscheidende Rolle beim Aufschwung nach einem verheerenden Brand und einer fast hundertjährigen Periode des Verfalls spielte die Äbtissin Theresia Henkel, aus deren Wappen der Stern stammt, welcher Meyendorf im neuen Wappen von Remkersleben symbolisiert. Die Tinktur des Sterns wurde in der des Schildes gehalten, da die Unterlagen zu diesem Problem nichts aussagen.

## Bauwerke
Die evangelische St.-Michael-Kirche des Orts verfügt über einen aus der Zeit der Romanik stammenden Kirchturm. Das heutige Kirchenschiff wurde 1855 errichtet. Im Jahr 1957 wurde der Riemannsche Kossäthenhof abgerissen.

## Wirtschaft und Verkehr
Remkersleben besaß einen Bahnhof an der Bahnstrecke Blumenberg–Eilsleben, die aber seit 2002 im Personenverkehr nicht mehr bedient wird, auch der Güterverkehr ruht seit der Zeit. 
Bis zum Ende der DDR gab es in Remkersleben einige Betriebe wie bspw. die ZBE-Meliorationsgenossenschaft „Börde“ und eine Produktionsgenossenschaft des Handwerks (PGH). Diese war in den Räumen der Villa in Remkersleben untergebracht. Außerdem gab es in Remkersleben einen Betrieb des VEG (Tierproduktion) Seehausen und einige Geschäfte des Einzelhandels, wie Bäckerei, Fleischerei, ein Geschäft der Handelskette „HO“ und ein Geschäft der Handelskette „Konsum“. Außerdem gab es in Remkersleben eine Poststelle und ein Friseurgeschäft.